# Galatasaray Spor Kulübü 2016-2017
Questa voce raccoglie le informazioni riguardanti il Galatasaray Spor Kulübü nelle competizioni ufficiali della stagione 2016-2017.

## Stagione
Il Galatasaray vede di fronte una stagione difficile e complessa, con le rivelazioni di squadre di alto valore, come il Beşiktaş e il Fenerbahçe, che lo scorso anno si sono dimostrate i punti forti del campionato turco. La società è stata partecipe dell'acquisto di Nigel de Jong dal Los Angeles Galaxy e la cessione di Caner Erkin. Dopo il calciomercato e il precampionato estivo, la stagione per il Galatasaray inizia nel migliore dei modi.

## Maglie e sponsor

### Sponsor
Lo sponsor tecnico per la stagione 2016-2017 è Nike, mentre lo sponsor ufficiale è Türk Telekom, azienda contattata nel 2013.

### Divise
la divisa ufficiale non è cambiata particolarmente rispetto alla precedente stagione, infatti i colori sono ancora il rosso e il giallo come per trazizione, ovvero i colori sociali del club. La maglia casalinga è divisa in due metà: una gialla e una rossa, come negli altri anni.
La divisa da trasferta cambia ogni anno per il Galatasaray e per questa stagione si è scelto il colore nero, infatti la maglia è di tinta unita con il logo della Nike marcato in giallo.
Quest'anno invece, per la terza divisa si usa il colore rosso con le sfumature nere nelle parti finali delle maniche, dei pantaloncini e i calzettoni.
| Casa | Trasferta | Terza divisa |

## Rosa
| N. |                        | Ruolo | Calciatore             |
| -- | ---------------------- | ----- | ---------------------- |
| 1  | Uruguay (bandiera)     | P     | Fernando Muslera       |
| 3  | Turchia (bandiera)     | D     | Ahmet Çalık            |
| 4  | Turchia (bandiera)     | D     | Serdar Aziz            |
| 7  | Turchia (bandiera)     | C     | Yasin Öztekin          |
| 8  | Turchia (bandiera)     | C     | Selçuk İnan (capitano) |
| 9  | Svizzera (bandiera)    | A     | Eren Derdiyok          |
| 10 | Paesi Bassi (bandiera) | C     | Wesley Sneijder        |
| 11 | Germania (bandiera)    | A     | Lukas Podolski         |
| 14 | Norvegia (bandiera)    | D     | Martin Linnes          |
| 16 | Capo Verde (bandiera)  | C     | Garry Rodrigues        |
| 18 | Germania (bandiera)    | A     | Sinan Gümüş            |
| 19 | Turchia (bandiera)     | P     | Cenk Gönen             |
| 20 | Portogallo (bandiera)  | C     | Bruma                  |

| N. |                        | Ruolo | Calciatore         |
| -- | ---------------------- | ----- | ------------------ |
| 21 | Camerun (bandiera)     | D     | Aurélien Chedjou   |
| 22 | Turchia (bandiera)     | D     | Hakan Balta        |
| 23 | Francia (bandiera)     | D     | Lionel Carole      |
| 25 | Turchia (bandiera)     | A     | Berk İsmail Ünsal  |
| 26 | Turchia (bandiera)     | D     | Semih Kaya         |
| 27 | Turchia (bandiera)     | C     | Tolga Ciğerci      |
| 28 | Germania (bandiera)    | D     | Koray Günter       |
| 30 | Portogallo (bandiera)  | C     | Josué              |
| 34 | Paesi Bassi (bandiera) | C     | Nigel de Jong      |
| 39 | Belgio (bandiera)      | D     | Luís Pedro Cavanda |
| 55 | Turchia (bandiera)     | D     | Sabri Sarıoğlu     |
| 67 | Turchia (bandiera)     | P     | Eray İşcan         |

## Risultati

### Supercoppa di Turchia
| Arbitro: | Kalkavan |

|                          |                      |                    |
| Chedjou 107’ (aut.)      | Marcatori            | 100’ Balta         |
| Özyakup Tosun Hutchinson | Tiri di rigore 0 – 3 | İnan Balta Ciğerci |

## Statistiche

### Statistiche di squadra
| Competizione          | Punti | In casa | In casa | In casa | In casa | In casa | In casa | In trasferta | In trasferta | In trasferta | In trasferta | In trasferta | In trasferta | Totale | Totale | Totale | Totale | Totale | Totale | DR  |
| Competizione          | Punti | G       | V       | N       | P       | Gf      | Gs      | G            | V            | N            | P            | Gf           | Gs           | G      | V      | N      | P      | Gf     | Gs     | DR  |
| --------------------- | ----- | ------- | ------- | ------- | ------- | ------- | ------- | ------------ | ------------ | ------------ | ------------ | ------------ | ------------ | ------ | ------ | ------ | ------ | ------ | ------ | --- |
| Süper Lig             | 64    | 17      | 11      | 0       | 6       | 37      | 17      | 17           | 9            | 4            | 4            | 28           | 23           | 34     | 20     | 4      | 10     | 65     | 40     | +25 |
| Coppa di Turchia      |       | 3       | 2       | 1       | 0       | 9       | 4       | 4            | 1            | 1            | 2            | 8            | 7            | 7      | 3      | 2      | 2      | 17     | 11     | +6  |
| Supercoppa di Turchia |       | -       | -       | -       | -       | -       | -       | -            | -            | -            | -            | -            | -            | 1      | 0      | 1      | 0      | 1      | 1      | 0   |
| Totale                |       | 20      | 13      | 1       | 6       | 46      | 21      | 21           | 10           | 5            | 6            | 36           | 30           | 42     | 23     | 7      | 12     | 83     | 52     | +31 |

### Andamento in campionato
| Giornata  | 1 | 2 | 3 | 4 | 5 | 6 | 7 | 8 | 9 | 10 | 11 | 12 | 13 | 14 | 15 | 16 | 17 | 18 | 19 | 20 | 21 | 22 | 23 | 24 | 25 | 26 | 27 | 28 | 29 | 30 | 31 | 32 | 33 | 34 |
| --------- | - | - | - | - | - | - | - | - | - | -- | -- | -- | -- | -- | -- | -- | -- | -- | -- | -- | -- | -- | -- | -- | -- | -- | -- | -- | -- | -- | -- | -- | -- | -- |
| Luogo     | C | T | T | C | T | C | T | C | T | C  | T  | C  | T  | C  | T  | C  | T  | T  | C  | C  | T  | C  | T  | C  | T  | C  | T  | C  | T  | C  | T  | C  | T  | C  |
| Risultato | V | V | N | V | N | V | V | P | V | P  | P  | V  | V  | V  | N  | V  | V  | P  | V  | P  | N  | P  | V  | V  | P  | V  | P  | P  | V  | P  | V  | V  | V  | V  |
| Posizione | 6 | 1 | 3 | 3 | 4 | 3 | 3 | 3 | 3 | 3  | 5  | 4  | 3  | 3  | 3  | 3  | 3  | 3  | 3  | 3  | 3  | 3  | 3  | 3  | 3  | 3  | 4  | 4  | 4  | 4  | 4  | 4  | 4  | 4  |

Legenda:

Luogo: C = Casa; T = Trasferta. Risultato: V = Vittoria; N = Pareggio; P = Sconfitta.